# 파스칼 (프로그래밍 언어)
파스칼(Pascal)은 1969년에 스위스 ETH 취리히의 컴퓨터 과학자 니클라우스 비르트가 개발한 프로그래밍 언어로, 당대의 가장 인기있는 교육용 언어 중 하나였으며, 1980년대와 1990년대 초반에 걸쳐 널리 사용되었다.
파스칼은 발표 당시에는 아주 기본적인 컴퓨터 언어의 요소만을 가지고 있었으므로 시스템을 직접 다루기에는 부족하였다. 파스칼이라는 이름은 프랑스의 수학자이자 철학자 블레즈 파스칼의 이름을 딴 것이다. 포인터를 사용한 구조적 프로그래밍과 데이터 구조화(data structuring)를 그 특징으로 한다.
과학 연구를 목적으로 만들어진 고급언어인 알골 60의 영향을 받은 까닭에, 같은 시기에 마찬가지 영향을 받아 제작된 C와 여러 가지 면에서 유사한 점을 갖는다. 그러나 코드를 간결하게 하고 버그를 더 쉽게 잡아내기 위한 목적으로 몇 가지 기능을 제한함으로써 결과적으로 C 언어에 비해 활용도가 떨어지는 언어가 되었다. 그러나 완전히 비실용적인 언어라는 뜻은 아니며, 실제로 TeX나 초기 매킨토시 운영 체제 제작에 사용됐다. 최근에는 파스칼 컴파일러 자체가 크게 개선되고 소프트웨어 개발 기술의 발전으로 이런 사소한 차이점은 거의 무시할 수 있는 단점이 되었다. 어셈블리를 직접 사용한다.
현재는 초기의 파스칼에 비해 많은 부분이 추가, 개선되고 다른 언어의 장점들을 따와 상용 파스칼 컴파일러인 델파이는 C++과 거의 기능 차이가 없다.

## 컴파일러
많은 변종들이 존재하며, 객체 지향 프로그래밍을 위해 기능을 추가한 변종들도 다수 존재한다. 엠바카데로 사의 델파이와 카일릭스는 파스칼의 직계 후손이라 할 수 있는 오브젝트 파스칼을 사용한다. 델파이 7 버전부터는 델파이라는 말을 사용하기도 한다.
오픈 소스로 제작된 프리 파스칼이나 GNU 파스칼도 있다.

## 개발도구
델파이 언어로 불리는 변종 오브젝트 파스칼은 델파이, 프리 파스칼 IDE, 라자루스 등에서 개발할 수 있다. 볼랜드 파스칼이라 불리는 델파이 이전의 오브젝트 파스칼은 터보 파스칼, 프리 파스칼 IDE에서 개발할 수 있다.

## 언어 구성

### Hello world
```
program
 
HelloWorld
(
output
)
;

begin

  
writeln
(
'Hello, World!'
)

end
.

```

### 콘솔 입출력
```
program
 
WriteName
;

VAR

  
Name
:
string
;
 
{ This declares the variable Name as a string }

BEGIN

  
Write
(
'Please give your name: '
)
;

  
Readln
(
Name
)
;
 
{ Readln reads the string printed on the screen }

  
WriteLn
(
'Hello '
,
 
Name
)
;

END
.

```

### 자료 구조
```
var

  
r
:
 
Real
;

  
i
:
 
Integer
;

  
c
:
 
Char
;

  
b
:
 
Boolean
;

  
e
:
 
(
apple
,
 
pear
,
 
banana
,
 
orange
,
 
lemon
)
;

```

일반 유형의 하부 범위는 다음과 같이 짤 수 있다:
```
type

  
fruit
=
(
apple
,
 
pear
,
 
banana
,
 
orange
,
 
lemon
)
;

var

  
x
:
 
1
..
10
;

  
y
:
 
'a'
..
'z'
;

  
z
:
 
pear
..
orange
;

```

다른 프로그래밍 언어와 달리, 파스칼은 집합 유형을 지원한다:
```
var

  
set1
:
 
set
 
of
 
1
..
10
;

  
set2
:
 
set
 
of
 
'a'
..
'z'
;

  
set3
:
 
set
 
of
 
pear
..
orange
;

```

집합은 현대 수학에 있어 기본적인 개념이며 수많은 알고리즘이 집합을 사용하여 정의된다. 그러므로 이러한 알고리즘을 추가하는 것은 파스칼에 매우 알맞다고 볼 수 있다. 집합형 연산은 효율적이기도 하다.
많은 파스칼 컴파일러가
```
if
 
i
 
in
 
[
5
..
10
]
 
then

  
...

```

을
```
if
 
(
i
>
4
)
 
and
 
(
i
<
11
)
 
then

  
...

```

보다 더 빠르게 수행한다.
형(type)은 선언을 통해 다른 형으로부터 정의될 수 있다:
```
type

  
x
 
=
 
Integer
;

  
y
 
=
 
x
;

 
...

```

또한, 복잡한 형은 단순한 형으로 구성할 수 있다:
```
type

  
a
 
=
 
Array
 
[
1
..
10
]
 
of
 
Integer
;

  
b
 
=
 
record

        
x
:
 
Integer
;

        
y
:
 
Char

      
end
;

  
c
 
=
 
File
 
of
 
a
;

```

#### 포인터
파스칼은 포인터 사용을 지원한다:
```
 
type

   
a
 
=
 
^
b
;

   
b
 
=
 
record

         
x
:
 
Integer
;

         
y
:
 
Char
;

         
z
:
 
a

       
end
;

 
var

   
pointer_to_b
:
 
a
;

```

가변 pointer_to_b가 자료형 b 레코드의 포인터이다. 포인터들은 선언 전에 사용할 수 있다. 새로운 레코드를 만들어 값10과 A를 레코드 안의 필드 a, b로 할당하려면, 다음과 같은 명령어를 사용하면 된다:
```
   
new
(
pointer_to_b
)
;

   
pointer_to_b
^.
x
 
:=
 
10
;

   
pointer_to_b
^.
y
 
:=
 
'A'
;

   
pointer_to_b
^.
z
 
:=
 
nil
;

 
...

```

한정자를 보다 효과적으로 통제하기 위해서는 with 문을 써서 다음과 같은 방식을 사용할 수도 있다.
```
   
new
(
pointer_to_b
)
;

   
with
 
pointer_to_b
^
 
do

     
begin

         
x
 
:=
 
10
;

         
y
 
:=
 
'A'
;

         
z
 
:=
 
nil

     
end
;

 
...

```

### 제어 구조
파스칼은 구조 프로그래밍 언어이며, 제어 흐름을 goto 문 없이 표준화할 수 있다.
```
 
while
 
a
 
<>
 
b
 
do
 
writeln
(
'Waiting'
)
;

 
if
 
a
 
>
 
b
 
then

   
writeln
(
'Condition met'
)

 
else

   
writeln
(
'Condition false'
)
;

 
for
 
i
 
:=
 
1
 
to
 
10
 
do
 
writeln
(
'Iteration: '
,
 
i
:
1
)
;

 
repeat
 
a
 
:=
 
a
 
+
 
1
 
until
 
a
 
=
 
10
;

```

### 절차 및 함수
파스칼 구조는 절차와 함수로 짜여진다.
```
 
program
 
mine
(
output
)
;

   
var
 
i
 
:
 
integer
;

   
procedure
 
print
(
var
 
j
:
 
integer
)
;

     
function
 
next
(
k
:
 
integer
)
:
 
integer
;

     
begin

       
next
 
:=
 
k
 
+
 
1

     
end
;

   
begin

     
writeln
(
'The total is: '
,
 
j
)
;

     
j
 
:=
 
next
(
j
)

   
end
;

 
begin

   
i
 
:=
 
1
;

   
while
 
i
 
<=
 
10
 
do
 
print
(
i
)

 
end
.

```

절차와 함수는 어느 깊이로든 놓일 수 있으며, 프로그램 구조는 논리 외부 블록이다.

## 같이 보기
- 알골
- 에이다
- 오브젝트 파스칼
- 델파이
- IP 파스칼
- C